# Josh Pritchard
Joshua Philip Pritchard, detto Josh (Stockport, 23 settembre 1992), è un ex calciatore gallese, di ruolo centrocampista.

## Caratteristiche tecniche
Nato come terzino destro di attitudine difensiva, con il passare degli anni è diventato un centrocampista centrale tecnicamente dotato e in grado di dettare il ritmo della sua squadra.

## Carriera

### Club
A livello giovanile, ha giocato per dieci anni nel Manchester United. Una volta rilasciato dai Red Devils, è stato messo sotto contratto dal Fulham. Il 3 luglio 2012 ha rinnovato il contratto che lo legava al club londinese per altri due anni. Senza alcuna presenza ufficiale per i Cottagers, nel febbraio 2013 è stato ceduto in prestito ai norvegesi del Tromsø fino al 29 agosto successivo. Ha debuttato nell'Eliteserien il 17 marzo, subentrando a Remi Johansen nel pareggio per 2-2 sul campo del Sogndal. Il 4 luglio ha esordito in Europa League, sostituendo Zdeněk Ondrášek nella sconfitta interna per 1-2 contro il Celje. Nel mese di agosto, Tromsø e Fulham hanno raggiunto un accordo per prolungare il prestito del gallese fino al termine della stagione. Il 22 agosto ha segnato la prima rete della sua carriera, sancendo il successo per 2-1 sul Beşiktaş, negli spareggi per accedere alla fase finale dell'Europa League.
A fine stagione, il Tromsø è retrocesso nella 1. divisjon. Pritchard ha fatto così ritorno al Fulham, per cui il 26 gennaio 2014 fu in panchina nel corso della sfida valida per la FA Cup 2013-2014 pareggiata per 1-1 contro lo Sheffield United. Il 21 aprile 2014, è stato ingaggiato in prestito dai finlandesi dello Honka, scegliendo la maglia numero 69: i termini dell'accordo prevedevano che il giocatore sarebbe tornato a Londra il 31 maggio successivo. Ha debuttato nella Veikkausliiga il giorno seguente, schierato titolare nel pareggio per 2-2 sul campo dello HJK. Il 12 maggio ha realizzato l'unica rete in squadra, che ha sancito la vittoria per 1-0 sul Lahti.
Il 17 giugno 2014, ha firmato ufficialmente un contratto biennale con il Gillingham, formazione militante nella Football League One. Il 2 settembre 2015, il Gillingham ha comunicato ufficialmente la rescissione consensuale con il calciatore. Il 12 maggio 2016 ha fatto ritorno in Norvegia per giocare nel Lysekloster, compagine militante in 2. divisjon. Ha esordito il 14 maggio, nella sconfitta casalinga per 0-9 contro il Nest-Sotra. Il 20 agosto ha trovato la prima rete, nella partita persa per 2-4 contro il Vidar.
L'8 marzo 2017 è passato agli svedesi dell'Assyriska.

### Nazionale
Pritchard è stato convocato dal Galles under 21 in vista dell'amichevole con l'Islanda. È stato incluso tra i convocati anche in occasione nelle partite contro la Repubblica Ceca e l'Armenia, in quest'ultimo caso in sostituzione dell'infortunato Johnny Williams: in nessuna delle tre circostanze è riuscito però a giocare.

## Statistiche

### Presenze e reti nei club
| Stagione       | Club        | Campionato | Campionato | Campionato | Coppe nazionali | Coppe nazionali | Coppe nazionali | Coppe continentali | Coppe continentali | Coppe continentali | Supercoppe | Supercoppe | Supercoppe | Totale | Totale |
| Stagione       | Club        | Comp       | Pres       | Reti       | Comp            | Pres            | Reti            | Comp               | Pres               | Reti               | Comp       | Pres       | Reti       | Pres   | Reti   |
| -------------- | ----------- | ---------- | ---------- | ---------- | --------------- | --------------- | --------------- | ------------------ | ------------------ | ------------------ | ---------- | ---------- | ---------- | ------ | ------ |
| 2013           | Tromsø      | ES         | 25         | 0          | CN              | 4               | 0               | UEL                | 10                 | 1                  | -          | -          | -          | 39     | 1      |
| gen.-apr. 2014 | Fulham      | PL         | 0          | 0          | FACup+CdL       | 0               | 0               | -                  | -                  | -                  | -          | -          | -          | 0      | 0      |
| apr.-mag. 2014 | Honka       | VL         | 6          | 1          | CF+CdL          | 0               | 0               | -                  | -                  | -                  | -          | -          | -          | 6      | 1      |
| 2014-2015      | Gillingham  | FL1        | 25         | 0          | FACup+CdL       | 0+1             | 0               | -                  | -                  | -                  | -          | -          | -          | 26     | 0      |
| mag.-dic. 2016 | Lysekloster | 2D         | 7          | 1          | CN              | -               | -               | -                  | -                  | -                  | -          | -          | -          | 7      | 1      |
| mar.-giu. 2017 | Assyriska   | D1         | 4          | 0          | CS              | 0               | 0               | -                  | -                  | -                  | -          | -          | -          | 4      | 0      |
| Totale         | Totale      | Totale     | 67         | 2          |                 | 5               | 0               |                    | 10                 | 1                  |            | -          | -          | 82     | 3      |